# Haploa duplicata
Haploa duplicata är en fjärilsart som beskrevs av Berthold Neumoegen och Dyar 1893. Haploa duplicata ingår i släktet Haploa och familjen björnspinnare. Inga underarter finns listade i Catalogue of Life.